# Robert Hrgota
Robert Hrgota (Celje, 2. kolovoza 1988.), slovenski skijaš skakač. 
Član kluba Costella SSK Velenje. Na svjetskim juniorskim prvenstvima u skijaškim skokovima osvojio je 2006. u Kranju srebro u momčadskoj konkurenciji te zlato u Trbižu 2007. godine u momčadskoj konkurenciji. Natjecao se u Kontinentalnem pokalu. 2007. je Westbyju bio je treći, a 2008. u Velenju je osvojio drugo mjesto. U Svjetskom kupu debitirao je 4. veljače 2007. godine u Titisee-Neustadtu i zauzeo je 45. mjesto. Prve je bodove osvojio u Oberstdorfu 14. veljače 2009. kad je bio 27. Najbolji uspjeh sezone bilo je 22. mjesto 22. ožujka 2009. na skijaškim letovima na Planici. Na Planici 2009. ostvario je svoj najbolji rezultat, kad je skočio 210 m.
Na Svjetskom prvenstvu u skijaškim letovima 2010. na Planici bio je 30. 25. siječnja 2014. je opet osvojio bodove, a u Sapporu je osvojio 18. mjesto i to mu je bio najbolji plasman u karijeri.

## Vanjske poveznice
- Robert Hrgota  Arhivirana inačica izvorne stranice od 20. veljače 2014. (Wayback Machine) na stranicama Međunarodne skijaške federacije